# PETCO Park
Der PETCO Park ist ein Baseballstadion in der US-amerikanischen Stadt San Diego im Bundesstaat Kalifornien. Es ist die Heimstätte des MLB-Franchise San Diego Padres in der National League. Derzeit fasst das Stadion 42.445 Zuschauer.

## Geschichte
Das Stadion wurde südlich des Gaslamp Quarters in unmittelbarer Nähe zum San Diego Convention Center gebaut. Das Stadion sollte ursprünglich für die Saison 2002 bereitstehen. Durch rechtliche und politische Probleme verzögerte sich jedoch der Bau, so dass die Padres auch die Saisons 2003 und 2004 noch im Qualcomm Stadium, das sie sich bis anhin mit der Football-Mannschaft San Diego Chargers teilten, spielen mussten.
Am 17. April 2008 spielten die Padres und die Colorado Rockies ein Spiel über 22 Innings. Die Rockies gewannen schließlich 2:1. Es war das längste Spiel der MLB seit beinahe 15 Jahren.

## Veranstaltungen
Das erste Konzert im PETCO Park war dasjenige der Rolling Stones am 11. November 2005. Im Februar 2007 wurden hier die Halbfinal- und Finalspiele der World Baseball Classic 2006, die erstmals ausgetragen wurden. Am 4. November 2008 gab Madonna im Rahmen ihrer Sticky & Sweet Tour ein Konzert im PETCO Park. Damit kam sie zum ersten Mal seit 23 Jahren wieder mit einer Tournee wieder nach San Diego. Die kalifornische Metalband Deftones veranstaltet seit 2019 im PETCO Park ihr eintägiges Festival Dia de los Deftones.

## Galerie

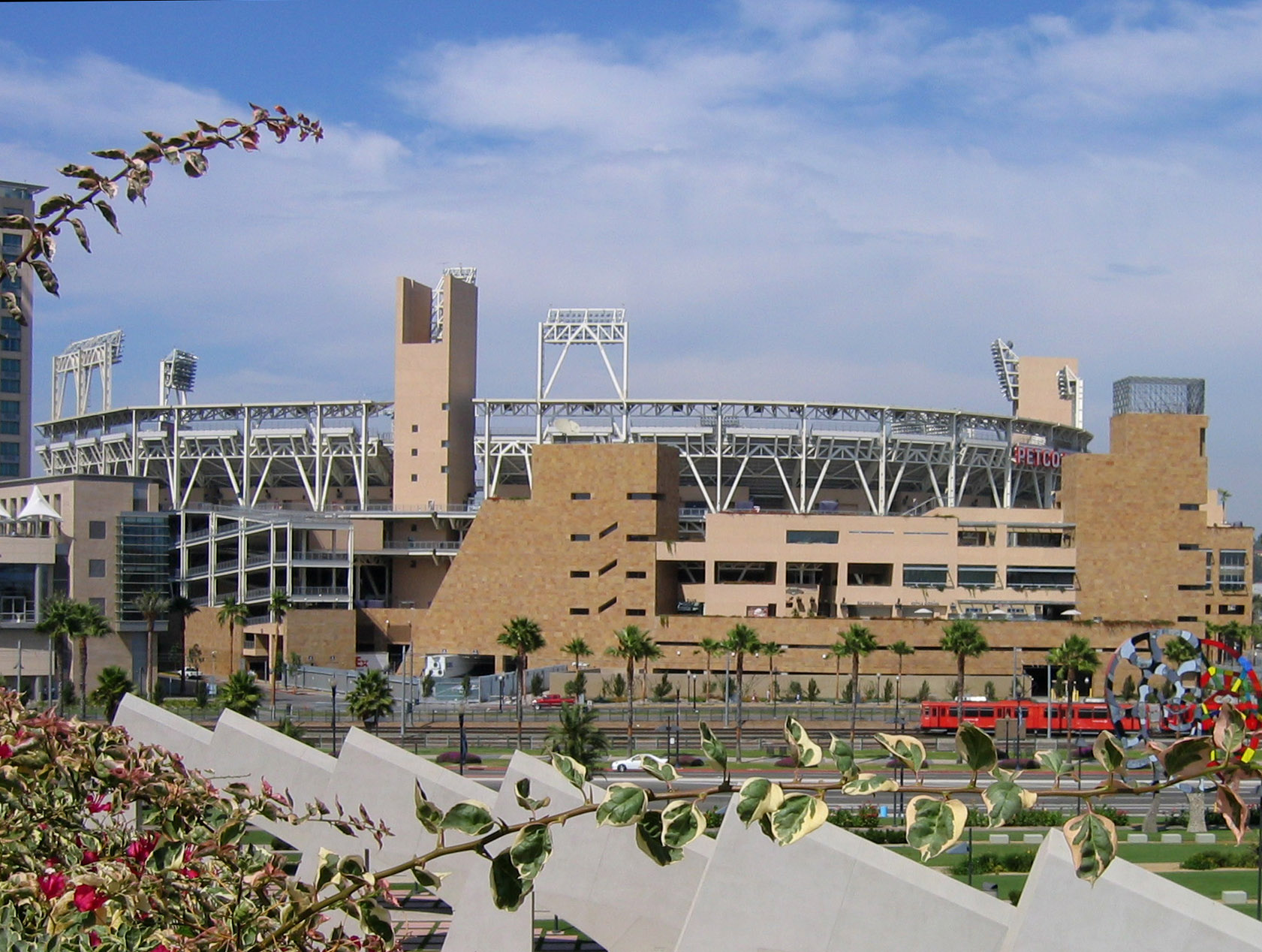
Der PETCO Park in San Diego
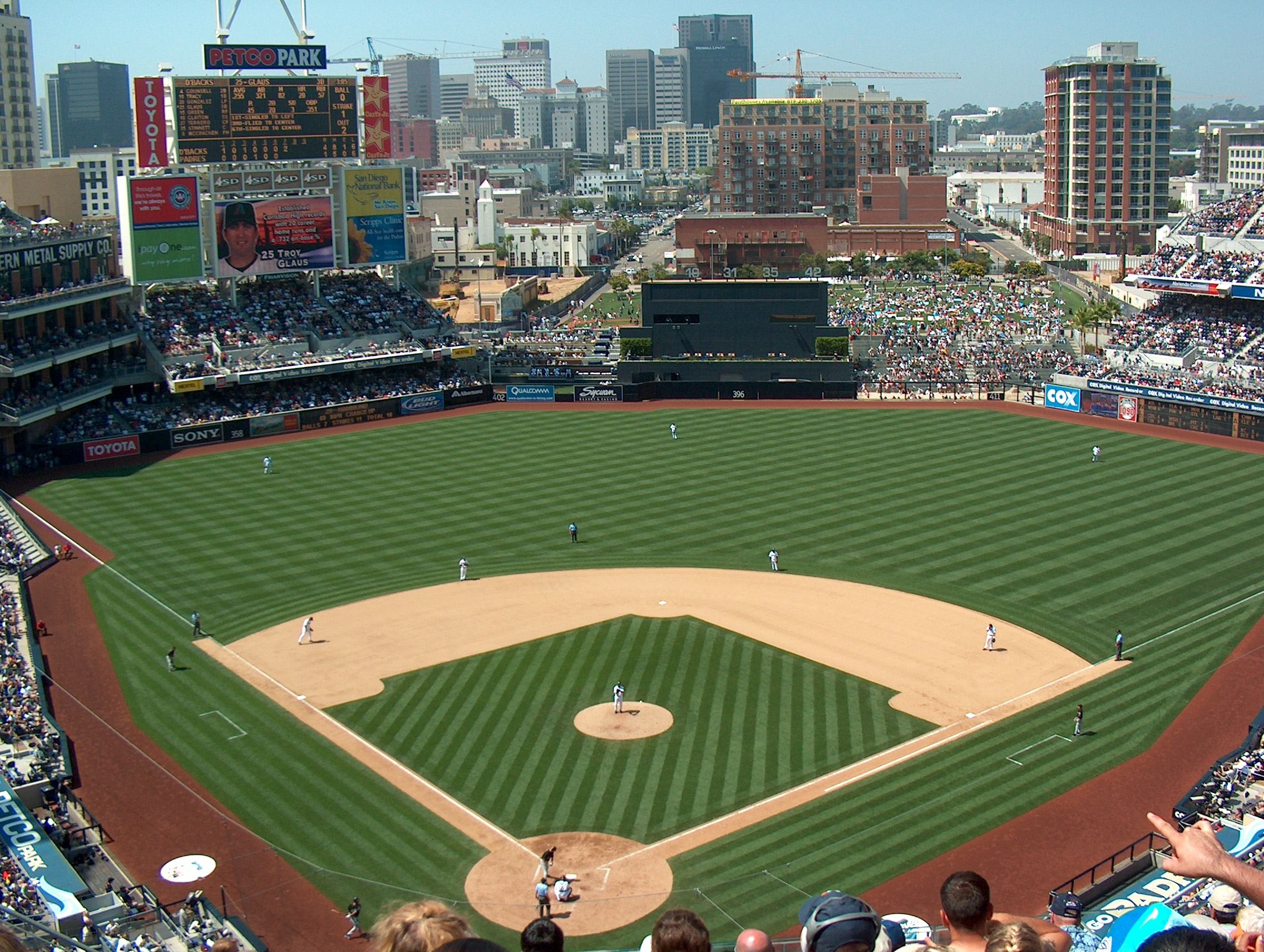
Das Spielfeld
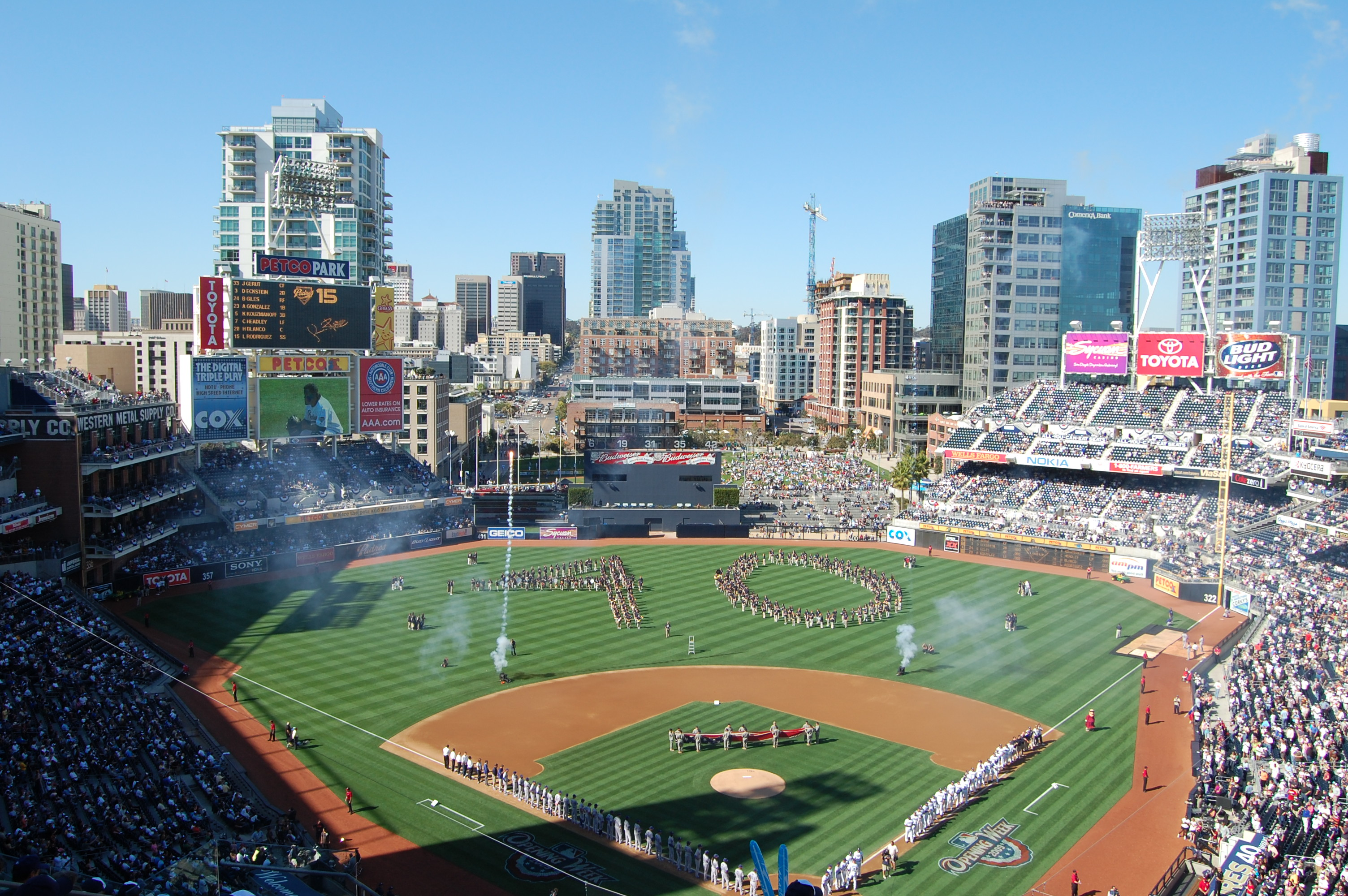
Saisoneröffnung 2009
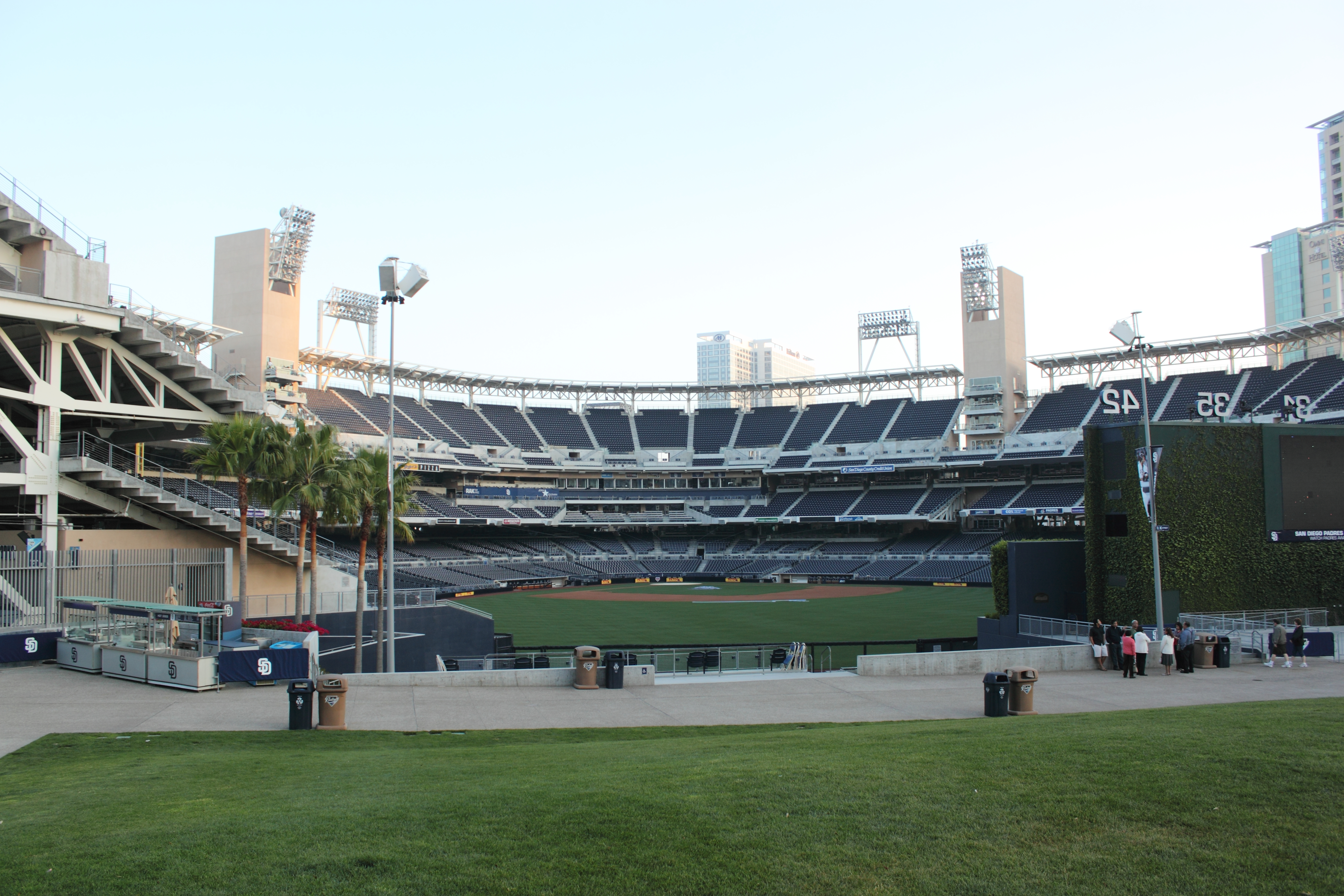
Blick in den PETCO Park (2010)